# Смањење штете
Смањење штете или минимизирање штете, односи се на низ јавних здравствених политика осмишљених да умање негативне друштвене и/или физичке последице повезане са различитим људским понашањима, легалним и нелегалним. Политике смањења штете се користе за управљање понашањима као што су рекреативна употреба дрога и сексуална активност путем различитих  услуга у  географских региона.
Програми замене игала смањују вероватноћу да људи који користе хероин и друге супстанце деле шприцеве и користе их више пута. Дељење шприцева често доводи до ширења инфекција као што су ХИВ или хепатитис Ц, које се лако могу пренети са особе на особу кроз поновну употребу шприцева контаминираних инфицираном крвљу. Програм замене  игала и шприцева (НСП) и продајна места за опиоидну агонистичку терапију (ОАТ) у неким окружењима се пружају кроз основну примарну здравствену заштиту. Надзирана места за инјектирање (собе за инјектирање) су законски санкционисана, медицински надгледана установа дизајнирана да обезбеди безбедно, хигијенско окружење без стреса за људе који користе супстанце. Објекти обезбеђују стерилну опрему за инјектирање, информације о супстанцама и основној здравственој заштити, упућивање на третман и приступ медицинском особљу.
Терапија опиоидним агонистима (ОАТ) је медицинска процедура  смањења штете приликом употребе опиоида  који производи знатно мање еуфорије, као што су метадон или бупренорфин да би се смањила жудња за опиоидима код људи који користе илегалне опиоиде, као што је хероин ; бупренорфин и метадон се узимају под медицинским надзором. Други приступ је лечење уз помоћ хероина, у коме се лекарски рецепти за фармацеутски хероин (диацетилморфин) дају особама зависним од хероина. Ситон хаус у Торонту је  постао  прво склониште за бескућнике у Канади које је водило „мокро склониште“ по принципу „ контролисаног алкохола “ у коме се клијентима сервира чаша вина једном на сат осим ако особље утврди да су превише пијани да би могли да наставе. Раније су бескућници који рекреативно конзумирају алкохол бирали да остану на улици често тражећи алкохол из несигурних извора као што су водица за испирање уста, алкохол за трљање или индустријски производи, што је, заузврат, резултирало честим коришћењем хитне помоћи. Да би се смањила вероватноћа да ће људи који доживљавају бескућништво конзумирати фалсификоване или погрешно идентификоване супстанце, као што је МДМА (екстази), неке агенције нуде проверу супстанци како би смањиле ризик од случајног предозирања.
Медијске кампање информишу возаче о опасностима вожње у пијаном стању. Већина људи који рекреативно конзумирају алкохол сада је свесна ових опасности, а технике безбедне вожње као што су „ наименовани возачи “ и бесплатни такси програми смањују број несрећа у пијаном стању. Многе школе сада пружају образовање о безбедном сексу за тинејџере и млађе ученике , који се могу укључити у сексуалне активности. Пошто ће неки адолесценти имати секс, приступ који смањује штету подржава сексуално образовање које наглашава употребу заштитеа као што су кондоми и денталне бране (орални кондом) за заштиту од нежељене трудноће и преношења СПИ . Од 1999. године неке земље као што су Немачка (2002) и Нови Зеланд (2003) су легализовале проституцију, .
Многе стратегије за смањење штете успеле су да смање преношење ХИВ-а код људи који инјектирају супстанце и сексуалних радника.  Образовање о ХИВ-у, тестирање на ХИВ, употреба кондома и преговори о безбедном сексу у великој мери смањују ризик од добијања и преношења ХИВ-а. 

## Употреба супстанци
У случају рекреативне употребе супстанци, смањење штете је истакнуто као корисна перспектива заједно са конвенционалнијим приступима смањења потражње и понуде.  Многи заговорници тврде да прохибиционистички закони криминализују људе зато што пате од болести и наносе штету;  на пример, обавезујући људе који користе супстанце да набаве супстанце непознате чистоће из непоузданих криминалних извора по високим ценама, чиме се повећава ризик од предозирања и смрти.  Веб страница  Erowid прикупља и објављује информације и извештаје о искуствима из прве руке о свим врстама супстанци како би образовали људе који користе или могу користити супстанце.
Док су огромна већина иницијатива за смањење штете образовне кампање или установе које имају за циљ смањење штете повезане са супстанцама, у Данској је у септембру 2013. покренуто јединствено социјално предузеће како би се смањио финансијски терет употребе недозвољених супстанци код особе које су зависне од дрога. Михаел Лодберг Олсен, који је раније био укључен у оснивање соба за конзумирање супстанци у Данској, најавио је оснивање Илегал магазина који ће продавати људи који користе супстанце у Копенхагену и округу Вестербро, који ће моћи да користе добит од продаје за набавку дроге. Олсен је објаснио: „Проблем зависности од дрога нико није решио, па зар није боље да људи на овај начин нађу новац за куповину дроге него кроз криминал и проституцију?“ 

### Супстанце

##### Алкохол
Традиционално, склоништа за бескућнике забрањују алкохол . Године 1997, као резултат истраге о смрти двоје људи који су искусили бескућништво  а који су рекреативно користили алкохол две године раније, Ситон Хоусе у Торонту постао је прво склониште за бескућнике у Канади које је водило „мокро склониште“ на „контролисаном алкохолу“ принцип по коме се клијентима сервира чаша вина једном на сат осим ако особље утврди да су превише пијани да би наставили. Раније су људи који су искусили бескућништво и конзумирали прекомерне количине алкохола бирали да остану на улици често тражећи алкохол из несигурних извора као што су водица за испирање уста, алкохол за трљање или индустријски производи, што је, заузврат, резултирало честим коришћењем  услуга хитне помоћи. Програм је дуплиран у другим канадским градовима, а студија о „мокром склоништу“ у Отави открила је да су посете хитној помоћи и  сусрети  полиције и  клијената преполовљени.  Студија, објављена у часопису Жутнал Камадске медицинске асоцијације 2006. године, открила је да служење људима који су дуго времена бескућници и који конзумирају превелике количине алкохола контролисане дозе алкохола такође смањује њихову укупну конзумацију алкохола. Истраживачи су открили да су учесници програма смањили употребу алкохола са просечних 46 пића дневно када су ушли у програм на у просеку 8 пића и да су њихове посете хитној помоћи пале са 13,5 на просечно 8 месечно, док су сусрети са полицијом пали са 18,1 на просек од 8,8.  
Центар за хитну помоћ у центру града (ДЕСЦ),  у Сијетлу, Вашингтон, води неколико програма Хаусинг Фирст који користе модел смањења штете. Истраживачи Универзитета у Вашингтону, у партнерству са ДЕСЦ-ом, открили су да пружање услуга становања и подршке за алкохоличаре бескућнике кошта пореске обвезнике мање него да их оставе на улици када новац пореских обвезника иде у полицију и хитну здравствену помоћ. Резултати студије финансиране од стране Програма истраживања о политици злоупотребе супстанци (САПРП) Фондације Роберт Вуд Џонсон  појавили су се у часопису Америчког медицинског удружења у априлу 2009.  Ова прва контролисана процена ефикасности Хаусинг Фирст-а у САД, посебно усмерена на алкохоличаре који су дуго бескућници, показала је да је програм пореским обвезницима уштедео више од 4 милиона долара током прве године рада. Током првих шест месеци, студија је известила о просечној уштеди трошкова од 53 процента (чак и ако се узме у обзир трошак администрације 95 штићеника) — скоро 2.500 долара месечно по особи у здравственим и социјалним услугама, у поређењу са месечним трошковима контролна група са листе чекања од 39 бескућника. Даље, упркос чињеници да се од становника не захтева да буду апстинентни или да се лече због употребе алкохола, стабилно становање такође доводи до смањене употтребе алкохолс међу људима који доживљавају бескућништво и рекреативно користе алкохол.

###### Програми у вези са алкохолом
Постоји велика медијска покривеност која информише људе о опасностима вожње у пијаном стању . Већина људи који рекреативно конзумирају алкохол сада је свесна ових опасности, а технике безбедне вожње као што су „ наименовани возачи “ и бесплатни такси програми смањују број несрећа у пијаном стању. Многи градови имају програме бесплатне вожње кући током празника када се пију  велике количине алкохола, а неки барови и клубови ће видљиво пијаном госту обезбедити бесплатну вожњу таксијем.
У Новом Јужном Велсу су формирани локални споразуми о алкохолу и заједнички су развијени, имплементирани и промовисани  програми смањења штете, укључујући горепоменуте шеме 'одређеног возача' и 'транспорта у касним ноћним сатима'. Многе од  транспортних шема  су бесплатне за посетиоце, како би их охрабрили да избегавају вожњу у алкохолисаном стању и у исто време смањили утицај бучних посетилаца који се шетају око касно.
Управљање модерацијом је програм који помаже особама које пију да смање конзумацију алкохола подстичући безбедно понашање.
ХАМС мрежа за смањење штете је програм који подстиче сваку позитивну промену у погледу употребе алкохола или других супстанци које мењају расположење. ХАМС подстиче циљеве безбеднијег пијења, смањеног пијења, умереног пијења или апстиненције. Избор циља је на појединцу.
Смањење штете од зависности од алкохола може се успоставити употребом налтрексона . 

##### Опиоиди

###### Програми одржавања хероина (ХАТ)
Давање медицинских рецепата за фармацеутски хероин (диацетилморфин) особама зависним од хероина коришћено је у неким земљама за решавање проблема повезаних са недозвољеном употребом дроге, пошто постоје потенцијалне користи за појединца и шире друштво. Докази су показали да овај облик лечења може у великој мери побољшати здравствене и социјалне прилике учесника, док истовремено смањује трошкове криминализације, затварања и здравствених интервенција.  
У Швајцарској, лечење уз помоћ хероина је успостављен програм у оквиру националног здравственог система. Неколико десетина центара постоји широм земље и људи зависни од хероина могу давати хероин у контролисаном окружењу на овим локацијама. Швајцарски програм одржавања хероина се генерално сматра успешном и вредном компонентом свеукупног приступа земље минимизирању штете узроковане употребом недозвољених дрога.  На националном референдуму 2008. године већина од 68 одсто гласала је за наставак швајцарског програма. 
Холандија је проучавала одржавање хероина под медицинским надзором.  Немачка студија о дуготрајним зависницима од хероина показала је да је дијаморфин значајно ефикаснији од метадона у одржавању пацијената на лечењу и у побољшању њиховог здравља и социјалне ситуације.  Многи учесници су успели да се запосле, неки су чак основали породицу након времена бескућништва и деликвенције.   Од тада је лечење настављено у градовима који су учествовали у пилот студији, све док одржавање хероина није трајно укључено у национални здравствени систем у мају 2009.  Шаблон:Update inline span
Програм одржавања хероина постоји у Уједињеном Краљевству  од 1920-их, пошто се на зависност од дрога гледало као на индивидуални здравствени проблем. Зависност од опијата била је ретка током 1920-их и углавном је била ограничена или на људе средње класе који су имали лак приступ због своје професије, или на људе који су постали зависни као нуспојава лечења. Током 1950-их и 1960-их, мали број лекара је допринео алармантном порасту броја људи зависних од дрога у Великој Британији преко прекомерног прописивања – Велика Британија је као резултат тога прешла на рестриктивније законодавство о дрогама.  Међутим, британска влада се поново креће ка разматрању рецепта за хероин као легитимне компоненте Националне здравствене службе (НХС). Докази су јасно показали да одржавање метадоном није прикладно за све људе зависне од опиоида и да је хероин одржива дрога за одржавање који је показао једнаке или боље стопе успеха. 
Комисија коју је именовала норвешка влада завршила је процену истраживачких извештаја о третману одржавања хероина који су били доступни на међународном нивоу. Комитет је 2011. године закључио да присуство бројних нејасноћа и недостатака у знању у вези са ефектима лечења хероином значи да не може да препоручи увођење терапије одржавања хероина у Норвешкој. 
Први и једини пројекат одржавања хероином у Северној Америци води се у Ванкуверу, БЦ и Монтреалу у Квебеку . Тренутно, преко 80 дуготрајних зависника од хероина којима нису помогле доступне опције лечења учествује у испитивањима Северноамеричке иницијативе за лекове за опијате (НАОМИ). Међутим, критичари наводе да контролна група добија неодрживо ниске дозе метадона, што их чини склоним неуспеху и на тај начин намешта резултате у корист одржавања хероина. 
Критичари програма одржавања хероина приговарају високим трошковима обезбеђивања хероина људима који га користе. Британска студија о хероину коштала је британску владу 15.000 фунти по учеснику годишње, што је отприлике еквивалентно просечној особи која користи хероин у износу од 15.600 фунти годишње.  Аустралија без дрога  супротставља ове текуће трошкове одржавања са шведским улагањем и посвећеношћу друштву без дрога у којем је политика принудне рехабилитације зависника од дрога саставни део, што је довело до једног од најнижих пријављених нивоа употребе недозвољених дрога. у развијеном свету,  модел у којем успешно рехабилитовани људи који користе супстанце не представљају додатне трошкове одржавања за своју заједницу, као и смањене текуће трошкове здравствене заштите. 
Знатан део новца за куповину хероина долази кроз криминалне радње, попут пљачке или трговине дрогом. Кинг'с Хелт Партнерс напомиње да је трошак обезбеђивања бесплатног хероина за годину дана око једне трећине трошкова смештаја особе у затвор на годину дана.   

###### Дистрибуција налоксона
Налоксон је лек који се користи за сузбијање предозирања услед дејства опиоида; на пример, предозирање хероином или морфијумом. Налоксон истискује опиоидне молекуле из можданих рецептора и преокреће респираторну депресију узроковану предозирањем у року од два до осам минута.  Светска здравствена организација (СЗО) укључује налоксон на своју „ Листу есенцијалних лекова “ и препоручује његову доступност и употребу за отклањање предозирања опиоидима.  
Формални програми у којима се дистрибуира опиоидни инверзни агонист лек налоксон су испробани и спроведени. Успостављени програми дистрибуирају налоксон, према минималним стандардима СЗО, људима који користе супстанце и њиховим вршњацима, члановима породице, полицији, затворима и другима. Ови програми лечења и центри за смањење штете функционишу у Авганистану, Аустралији, Канади, Кини, Немачкој, Грузији, Казахстану, Норвешкој, Русији, Шпанији, Таџикистану, Уједињеном Краљевству, Сједињеним Државама (САД), Вијетнаму,  Индији, Тајланду, Киргистан,  Данска и Естонија. 
Терапија опиоидним агонистима (ОАТ), или опиоидна супституциона терапија (ОСТ), је медицинска процедура замене илегалног опиоида, као што је хероин, са опиоидом дужег дејства, али мање еуфоричним; обично се користе метадон или бупренорфин и лек се узима под медицинским надзором.  Неке формулације бупренорфина укључују опијатни антагонист налоксон током производње облика пилуле како би се спречило да људи згњече таблете и убризгају их, уместо да користе сублингвални (испод језика) начин примене. 
У неким земљама, као што су Швајцарска, Аустрија и Словенија, пацијенти се могу лечити морфијумом са спорим ослобађањем када се метадон сматра неприкладним због околности појединца. У Немачкој, дихидрокодеин се користи ван етикете у ОАТ већ дуги низ година, али се више не прописује често у ту сврху. Из тог разлога је дихидрокодеин са продуженим ослобађањем поново у употреби у Аустрији. Истраживање о корисности пиритрамида , хидроморфона са продуженим ослобађањем (укључујући полимерне имплантате који трају до 90 дана), дихидроеторфина и других супстанци за ОАТ је у различитим фазама у бројним земљама. 
Покретачки принцип иза ОАТ-а је капацитет програма да олакша поновно успостављање стабилности у животу особе, док особа доживљава смањене симптоме одвикавања и мање интензивну жудњу за дрогом ; међутим, јак еуфорични ефекат се не доживљава као резултат лека за лечење.  У неким земљама (не у САД, УК, Канади или Аустралији),  прописи примењују ограничен временски период за људе који су укључени у ОАТ програме који се закључују када се постигне стабилна економска и психосоцијална ситуација. (Пацијенти који пате од ХИВ/АИДС-а или хепатитиса Ц обично су искључени из овог захтева.  У пракси, 40–65% пацијената одржава потпуну апстиненцију од опиоида док прима терапију опиоидним агонистима, а 70–95% може значајно да смањи њихову употребу, док истовремено доживљавају елиминацију или смањење медицинских (неодговарајућих разблаживача, нестерилних). опрема за убризгавање), психосоцијална ( ментално здравље, везе) и правна ( хапшење и затвор ) питања која могу настати услед употребе недозвољених опиоида. 

###### Опиоидна супституциона терапија (ОСТ)
Локације за НСП и опиоидну супституциону терапију (ОСТ) у неким срединама такође нуде основну примарну здравствену заштиту. Оне су познате као „циљане установе за примарну здравствену заштиту“ – пошто су ове установе првенствено усмерене на људе који инјектирају дроге и/или „установе за здравствену заштиту са ниским прагом“ – пошто оне смањују уобичајене баријере са којима се клијенти често суочавају када покушавају да приступе здравственој заштити из конвенционалне здравствене установе.   За приступ стерилној опреми за инјектирање, клијенти често посећују продајна места НСП, а за примање фармакотерапије (нпр. метадон, бупренорфин) посећују ОСТ клинике; ове честе посете се користе опортунистички за пружање преко потребне здравствене заштите.   Ове циљане установе имају потенцијал да ублаже уочене баријере клијената за приступ здравственој заштити која се пружа у традиционалним окружењима. Пружање приступачних, прихватљивих и опортунистичких услуга које одговарају потребама ове популације је драгоцено, олакшавајући смањено ослањање на неодговарајућу и трошковно неефикасну негу хитне помоћи.  

#### Психоделици
Зендо пројекат који спроводи Мултидисциплинарно удружење за психоделичне студије користи принципе психоделичне терапије да обезбеди безбедна места и емоционалну подршку људима који имају тешка искуства са психоделичним дрогама на одабраним фестивалима као што су Бурнинг Ман, Боом Фестивал и Лигхтнинг ин а Боттле без медицинских или интервенција органа за спровођење закона. 
Супстанце као што је МДМА (који се обично продају под жаргонским називима "екстази" и "моли") се често фалсификују. Један приступ смањењу штете је провера дроге, где људи који намеравају да користе дрогу могу да тестирају своје супстанце на садржај и чистоћу како би потом могли да донесу информисаније одлуке о безбеднијој конзумацији. Европске организације нуде услуге провере дрога од 1992. године и ове услуге сада раде у преко двадесет земаља. На пример, непрофитна организација ДанцеСафе нуди тестирање садржаја таблета и праха на лицу места на разним догађајима електронске музике широм САД. Они такође продају комплете за људе који користе супстанце за тестирање садржаја самих супстанци. ПиллРепортс.цом позива људе који користе екстази да пошаљу узорке супстанци за лабораторијско тестирање и објављује резултате на интернету.

##### Канабис
Специфичне штете повезане са канабисом укључују повећану стопу незгода током вожње у алкохолисаном стању, зависност, психозу, штетне психосоцијалне исходе за адолесценте који користе супстанце и респираторне болести .  Неке безбедније кампање употребе канабиса, укључујући УКЦИА (Интернет активисти за канабис из Уједињеног Краљевства) подстичу методе конзумирања које показују да узрокују мање физичко оштећење тела особе, укључујући оралну (једење) конзумирање, испаравање, употребу бонгова који хладе и донекле филтрирају дим, и пушење канабиса без мешања са дуваном.
Чињеницу да поседовање канабиса носи затворске казне у већини развијених земаља, као проблем указује и Европски центар за праћење дрога и зависности од дрога (ЕМЦДДА), јер су последице осуде за особе које иначе поштују закон и користе супстанце вероватно веће. штетније од сваке штете од саме супстанце. На пример, неповољним утицајем на могућности запошљавања, утицајем на грађанска права,  и заоштравањем личних односа.  Неки људи попут Итана Наделмана из Савеза за политику дроге сугеришу да би организована легализација марихуане подстакла безбедну употребу и открила чињеничне штетне ефекте излагања појединачним хемикалијама ове биљке. 
Начин на који се спроводе закони који се односе на канабис је такође веома селективан, чак дискриминаторан. Статистике показују да социјално угрожени, имигранти и етничке мањине имају значајно веће стопе хапшења.  Декриминализација дрога, као што је дозвољавање поседовања малих количина канабиса и евентуално његово узгајање за личну употребу, ублажила би ове штете.  Тамо где је примењена декриминализација, као што је у неколико држава у Аустралији и Сједињеним Државама, као иу Португалу и Холандији, нису се показали или су само веома мали негативни ефекти на стопу употребе канабиса у популацији.  Недостатак доказа о повећаној употреби указује на то да таква промена политике нема штетне ефекте на штету узроковану канабисом, док у исто време смањује трошкове спровођења. 
У последњих неколико година одређене врсте биљке канабиса са већом концентрацијом ТХЦ- а и нарко-туризам довели су у питање бившу политику у Холандији и довели до рестриктивнијег приступа; на пример, забрана продаје канабиса туристима у кафићима је предложена да почне крајем 2011.  Продаја и поседовање канабиса је и даље незаконито у Португалу  а поседовање канабиса је федерални злочин у Сједињеним Државама.

#### Стимуланси

##### Дуван
Смањење штете од дувана описује радње које се предузимају за смањење здравствених ризика повезаних са употребом дувана, посебно запаљивих облика, без потпуног уздржавања од дувана и никотина. Неке од ових мера укључују прелазак на безбедније цигарете (са нижим нивоом катрана), прелазак на снус или дуван за потапање, или коришћење система за испоруку никотина без дувана. Последњих година, све већа употреба електронских цигарета за престанак пушења, чија дугорочна безбедност остаје неизвесна, изазвала је сталну контроверзу у медицинском и јавном здравству између оних који желе да ограниче и обесхрабре сваку употребу док се не сазна више и оних који виде као користан приступ за смањење штете, чији су ризици највероватније једнаки ризицима од пушења дувана.  „Њихова корисност у смањењу штете од дувана као замене за дуванске производе је нејасна,  али у настојању да смање смртност и болести повезане са дуваном, они имају потенцијал да буду део стратегије. 
Опште је познато да укидање свих дуванских производа доводи до највећег смањења ризика. Међутим, постоји знатна популација окорелих пушача који не могу или не желе да постигну апстиненцију. Смањење штете може бити од значајне користи за ове особе.

### Путеви администрације

#### Програми размене игала (НЕП)
Употреба неких забрањених дрога може укључивати хиподермичне игле. У неким областима (посебно у многим деловима САД), они су доступни искључиво на рецепт. Тамо где је доступност ограничена, људи који користе хероин и друге супстанце често деле шприцеве и користе их више пута. Као резултат тога, инфекције као што су ХИВ или хепатитис Ц могу се ширити са особе на особу поновним коришћењем шприцева контаминираних зараженом крвљу. Принципи смањења штете предлажу да шприцеви буду лако доступни или барем доступни путем програма игле и шприцева (НСП). Тамо где су шприцеви обезбеђени у довољним количинама, стопе ХИВ-а су много ниже него на местима где је снабдевање ограничено. У многим земљама људи који користе супстанце добијају опрему бесплатно, друге захтевају плаћање или замену прљавих игала за чисте, отуда и назив.
Прегледом из 2010. пронађени су недовољни докази да НСП спречава преношење вируса хепатитиса Ц, пробни докази да спречава преношење ХИВ-а и довољни докази да смањује ризично понашање убризгавања које је сам пријавио.  У многим евалуацијама програма замене игала показало се да у областима где су чисти шприцеви доступнији, употреба илегалних дрога није већа него у другим областима. Програми размене игала смањили су инциденцију ХИВ-а за 33% у Њу Хејвену и 70% у Њујорку . 
Уже градска предграђа Мелбурна, Аустралија, Ричмонд и Аботсфорд су локације на којима је употреба и диловање хероина концентрисано током дужег временског периода. Истраживачка организација Бурнет Институте завршила је 2013. 'Студију утицаја на јавно убризгавање у Северном Ричмонду' у сарадњи са Форумом за лекове и здравље Иарра, градом Јара и здравственим центром заједнице Нортх Рицхмонд и препоручила 24-часовни приступ стерилној опреми за инјектирање због текућег " широко распрострањена, честа и веома видљива природа употребе недозвољених дрога у подручјима. Током периода између 2010. и 2012. године забележено је четвороструко повећање нивоа неодговарајуће одбачене опреме за инјектирање за два предграђа. У области локалне самоуправе у граду Јара, чији су део Ричмонд и Аботсфорд, 1550 шприцева је сакупљено сваког месеца из јавних канти за одлагање шприцева 2012. Штавише, позиви хитне помоћи за предозирање хероином били су 1,5 пута већи него у другим областима Мелбурна у периоду између 2011. и 2012. (укупно 336 предозирања), а хапшења у вези са дрогом у Северном Ричмонду такође су била три пута већа од државног просека. Истраживачи Института Бурнет интервјуисали су здравствене раднике, становнике и локалне трговце, поред посматрања сцене са дрогом на најпосећенијим местима за убризгавање дрога у Северном Ричмонду. 
Институт Бурнет је 28. маја 2013. изјавио у медијима да препоручује 24-часовни приступ стерилној опреми за инјектирање у предграђу Мелбурна, Фоотскреју, након што култура дроге у тој области наставља да расте након више од десет година интензивних напора за спровођење закона. Истраживање Института је закључило да је јавно убризгавање често у околини и да је неприкладно одбацивање прибора за инјектирање пронађено на паркиралиштима, парковима, пешачким стазама и прилазама. Штавише, људи који инјектирају дрогу разбили су отворене канте за одлагање шприцева како би поново користили одбачену опрему за инјектирање. 
Британско јавно тело, Национални институт за изврсност у здравству и нези (НИЦЕ), увео је нову препоруку почетком априла 2014. због повећања представљања броја младих који инјектирају стероиде на разменама игала у Великој Британији. НИЦЕ је раније објавио смернице за замену игала 2009. године, у којима се услуге игала и шприцева не саветују за особе млађе од 18 година, али је директор организације професор Мајк Кели објаснио да је на програмима била "потпуно друга група" људи. У ажурираним упутствима, НИЦЕ је препоручио пружање специјалистичких услуга за „брзо растући број корисника стероида“, и да би игле требало да се дају особама млађим од 18 година — прво за НИЦЕ — након извештаја о 15-годишњим стероидима инјектори који желе да развију своје мишиће. 

##### Надзирана места убризгавања (СИС)
Надзирана (сигурна) места убризгавања (СИС) или собе за конзумирање дрога (ДЦР) су законски санкционисане, медицински надгледане установе дизајниране да се баве јавним сметњама повезаним са употребом дрога и обезбеде хигијенско окружење без стреса за конзументе дрога.
Објекти обезбеђују стерилну опрему за инјекције, информације о лековима и основној здравственој заштити, упућивање на лечење и приступ медицинском особљу. Неки нуде саветодавне, хигијенске и друге услуге које путују и осиромашеним појединцима. Већина програма забрањује продају или куповину илегалних дрога. Многи захтевају личне карте. Неки ограничавају приступ локалним становницима и примењују друге критеријуме за пријем, као што је да морају бити људи који инјектирају супстанце, али генерално у Европи не искључују особе са поремећајима употребе супстанци које конзумирају своје супстанце на друге начине.
Холандија је имала прву собу за инјектирање са особљем, иако нису радиле уз експлицитну правну подршку све до 1996. године. Уместо тога, први центар у коме је било легално убризгавање дроге био је у Берну, у Швајцарској, отворен 1986. 1994. Немачка је отворила своју прву локацију. Иако су, као у Холандији, деловали у „сивој зони“, уз подршку локалних власти и уз сагласност полиције све док Бундестаг није обезбедио законско изузеће 2000. 
У Европи, Луксембург, Шпанија и Норвешка су отвориле објекте након 2000. године  Као и два постојећа објекта ван Европе, са Центром за инјектирање под медицинским надзором у Сиднеју (МСИЦ) који је основан у мају 2001. као пробни рад и Ванкуверским Инситеом, отвореним у септембру 2003.    2010. године, након деветогодишњег испитивања, локација у Сиднеју је потврђена као стална јавна здравствена установа.   До краја 2009. године било је укупно 92 инјекциона објекта под стручним надзором у 61 граду. 
Последњи систематски преглед Европског центра за праћење дрога и зависности од дрога из априла 2010. није пронашао никакве доказе који би поткрепили забринутост да би ДЦР могао „охрабрити употребу дрога, одложити почетак лечења или погоршати проблеме на локалном тржишту дрога“.  Јирген Рехм и Бенедикт Фишер су објаснили да, иако докази показују да су ДЦР успешни, да је „тумачење ограничено слабим дизајном који се примењује у многим евалуацијама, често представљеним недостатком адекватних контролних група“. Закључујући да то „оставља отворена врата за алтернативна тумачења произведених података и идеолошку дебату која је уследила“. 
У прегледу ЕМЦДДА је наведено да се истраживање ефеката објеката „суочава са методолошким изазовима у узимању у обзир ефеката шире локалне политике или еколошких промена“, али су ипак закључили „да објекти достижу своју циљну популацију и пружају тренутна побољшања кроз бољу хигијену и безбедносни услови за инјекторе“. Даље да „доступност безбеднијих установа за убризгавање не повећава нивое употребе дрога или ризичних образаца конзумације, нити доводи до виших стопа локалног криминала у вези са набавком дроге“. Док је његова употреба „повезана са самопријављеним смањењем ризичног понашања убризгавања као што је дељење шприцева и јавна употреба дрога“ и „са повећаним коришћењем услуга детоксикације и лечења “.  Међутим, „недостатак студија, као и методолошки проблеми као што су изоловање ефекта од других интервенција или слаба покривеност ризичне популације, докази о ДЦР-има — иако охрабрујући — нису довољни за доношење закључака у погледу њихове ефикасности у смањењу ХИВ-а или учесталост вируса хепатитиса Ц (ХЦВ)“. Закључујући са тим да „постоје сугестивни докази из студија моделирања да они могу допринети смањењу смртних случајева повезаних са дрогом на нивоу града где је покривеност адекватна, докази о овом ефекту на нивоу прегледа су још увек недовољни“. 
Критичари ове интервенције, као што су организације које се залажу за превенцију дрога, Аустралија без дроге и Праве жене Канаде    указују на најригорозније процене,  оне из Сиднеја и Ванкувера. Два центра, у Сиднеју, Аустралија и Ванкуверу, Британска Колумбија, Канада коштају 2,7 милиона долара  и 3 милиона долара годишње за рад,  али канадско математичко моделирање, где је постојао опрез у погледу валидности, указује на само један живот спасио од смртоносног предозирања годишње за Ванкувер,   док анализа Аустралије без дрога показује да је установи у Сиднеју статистички потребно више од годину дана да спасе један живот.  Стручни саветодавни комитет канадске владе проучавао је тврдње часописа о смањеном преносу ХИВ-а од стране Инсите-а, али „није био уверен да су ове претпоставке у потпуности валидне“.  Објекат у Сиднеју није показао никакво побољшање у јавном убризгавању и одбаченим иглама осим побољшања изазваних истовременим хероинским сушом,  док је објекат у Ванкуверу имао видљив утицај.  Диловање дрогом и лутање око објеката били су евидентни у процени у Сиднеју,  али нису били евидентни за објекат у Ванкуверу. 

## Секc

### Програми сигурнoг секса
Многе школе сада пружају образовање о безбедном сексу за тинејџере и ученике пре-тинејџера, који се могу укључити у сексуалне активности. Пошто ће неки адолесценти имати секс, приступ који смањује штету подржава сексуално образовање које наглашава употребу заштитних уређаја као што су кондоми и зубне бране за заштиту од нежељене трудноће и преношења СПИ . Ово је у супротности са апстиненцијом - само сексуално образовање, које учи да образовање деце о сексу може да их подстакне да се баве њиме.
Утврђено је да ови програми смањују ризично сексуално понашање и спречавају полно преносиве болести .  Они такође смањују стопу нежељених трудноћа.  Чини се да програми само за апстиненцију не утичу на ризике од ХИВ-а у развијеним земљама без доказа за друге области. 

### Легализована проституција
Од 1999. године неке земље су легализовале проституцију, као што су Немачка (2002) и Нови Зеланд (2003). Међутим, у већини земаља ова пракса је забрањена. Прикупљање тачних статистичких података о проституцији и трговини људима је изузетно тешко. То је довело до тога да заговорници легализације тврде да она смањује стопу организованог криминала, док противници тврде управо супротно. Холандска политика проституције, која је једна од најлибералнијих на свету, неколико пута се померала по том питању. У периоду који је претходио 2015. години до трећине званично санкционисаних радних места је поново затворено након пријава о трговини људима. Саме проститутке се генерално противе ономе што виде као „крађу средстава за живот“ 

### Сексуални рад и ХИВ
Упркос дубини знања о ХИВ/АИДС-у, брзи пренос се догодио глобално код сексуалних радника.  Однос између ове две варијабле у великој мери повећава ризик од преношења међу овим популацијама, а такође и на све оне који су са њима повезани, као што су њихови сексуални партнери, њихова деца и на крају популација у целини. 
Многе стратегије за смањење штете на уличном нивоу успеле су да смање преношење ХИВ-а код инјектирајућих корисника дрога и сексуалних радника.  Образовање о ХИВ-у, тестирање на ХИВ, употреба кондома и преговори о безбедном сексу увелико смањују ризик од болести.   Вршњачка едукација као стратегија смањења штете посебно је смањила ризик од инфекције ХИВ-ом, као на пример у Чаду, где је ова метода била најисплативија по превенцији инфекције. 
Претња од последица кривичног дела маргинализује сексуалне раднике и људе који инјектирају супстанце, што често доводи до високо ризичног понашања, повећава стопу предозирања, преноса заразних болести и насиља. 
Декриминализација као стратегија за смањење штете даје могућност да се поремећај употребе супстанци третира искључиво као проблем јавног здравља, а не као криминална активност. Ово омогућава примену других стратегија за смањење штете, што резултира мањом инциденцом ХИВ инфекције. 
Један од првих модела смањења штете назван је „Мерсеи Харм Редуцтион Модел “ у Ливерпулу 1980-их, а успех коришћења теренских радника, дистрибуције едукације и обезбеђивања чисте опреме корисницима дрога показао се у чињеници да је епидемија ХИВ-а успела. се неће догодити у Мерсију.  Ово је катапултирало модел на међународне конференције о штети повезаним са дрогом усред епидемије АИДС-а, чинећи га међународно признатим моделом превенције ХИВ/АИДС-а посебно у популацији инјектирајућих корисника дрога. Постојала је велика повезаност између Сан Франциска (епицентра заговарања ХИВ/АИДС-а у САД) и Ливерпула. Смањење штете је полако почело да трансформише акцију око употребе дрога од индивидуалистичког приступа на који се мејнстрим здравствена заштита у САД често ослања, ка холистичкијем приступу заснованом на популацији.
Епидемија АИДС-а, која је почела 80-их и достигла врхунац 1995. године, додатно је закомпликовала политизацију корисника дрога и употребу дрога у САД. Примена смањења штете наишла је на велики отпор у САД због демонизације одређених дрога повезаних са стигматизованим групама, као што су сексуални радници и инјектирајући корисници дрога. 

## Декриминализација
Декриминализација као стратегија за смањење штете даје могућност да се поремећај употребе супстанци третира искључиво као проблем јавног здравља, а не као криминална активност. Ово омогућава примену других стратегија за смањење штете, што резултира мањом инциденцом ХИВ инфекције. 

## Психијатријски лекови
Уз растућу забринутост због штетних ефеката психијатријских лекова и дуготрајне зависности, групе за ментално здравље које воде вршњаци Центар за слободу и пројекат Икарус објавили су Водич за смањење штетности за одвикавање од психијатријских лекова . Водич за самопомоћ пружа пацијентима информације које помажу у процени ризика и користи, као и да се припреме да престану да узимају, смање или наставе са узимањем лекова када њихови лекари нису упознати са овим упутствима или нису у могућности да дају ове смернице. Водич је у оптицају међу групама потрошача за ментално здравље и преведен је на десет језика. 

## Критика
Критичари, попут Фондације без дроге и других чланова мреже Међународна радна група за стратешку политику о дрогама, наводе да ризик који представља смањење штете представља стварање перцепције да се одређена понашања могу безбедно користити, као што је употреба недозвољених дрога. може довести до повећања тог понашања људи који би иначе били одвраћани. Потписници међународне радне групе за стратешку политику о дрогама изјавили су да се противе стратегијама смањења штете од употребе дрога „... стратегијама као крајњим тачкама које промовишу лажну идеју да постоје безбедни или одговорни начини употребе дрога. Односно, стратегије у којима је примарни циљ омогућити корисницима дрога да одрже зависност, деструктивно и компулзивно понашање обмањујући кориснике о неким ризицима од дрога, а игноришући друге.” 
Светска федерација против дрога је 2008. године изјавила да, док „... неке организације и локалне самоуправе активно заговарају легализацију дрога и промовишу политике као што је „смањење штете“ које прихватају употребу дрога и не помажу људима који користе супстанце да се ослободе од употребе супстанци. Ово подрива међународне напоре да се ограничи понуда и потражња за дрогом." Федерација наводи да напори за смањење штете често завршавају као „легализација дрога или други неприкладни напори за опуштање, политички приступ који крши конвенције УН-а“. 
Критичари даље одбацују мере смањења штете због наводног покушаја да се одређени облици употребе дрога утврде као прихватљиви у друштву. Канадска мрежа за превенцију дрога наводи да је смањење штете „... почело да представља филозофију у којој се употреба недозвољених супстанци сматра у великој мери неспречивом, и све више, као изводљивим и прихватљивим начином живота све док употреба није 'проблематична'"., приступ који може повећати „прихватање употребе дрога у главни ток друштва“. Кажу да смањење штете „... шаље погрешну поруку... деци и омладини” о употреби дрога.  Године 2008, Декларација Светског форума против дрога критиковала је политику смањења штете која „... прихвата употребу дрога и не помаже корисницима дрога да се ослободе злоупотребе дрога“, за коју група каже да подрива „... напоре да се ограничи понуда и потражње за дрогом“. Они наводе да смањење штете не би требало да доведе до мањих напора да се смањи потражња за дрогом. 
Папа Бенедикт КСВИ критиковао је политику смањења штете у вези са ХИВ/АИДС-ом, рекавши да је то "трагедија која се не може превазићи само новцем, која се не може превазићи дистрибуцијом кондома, што чак и погоршава проблеме".  Ова позиција је заузврат била широко критикована због погрешног представљања и поједностављења улоге кондома у превенцији инфекција.  
Чланак Нила Ханта под насловом „Преглед базе доказа за приступе смањењу штете у употреби дрога“ испитује критике смањења штете, које укључују тврдње да није делотворно; да спречава зависнике да „дотакну дно” и тако их заробљавају у зависности; да подстиче употребу дрога; да је смањење штете стратегија тројанског коња за " реформу закона о дрогама ", као што је легализација дрога . 